# Árvore 2-3-4
Em ciência da computação, uma árvore 2-3-4 (também chamada árvore 2-4) é uma estrutura de dados auto-balanceada, comumente usada para implementar dicionários.[carece de fontes?]
Os números significam uma árvore onde cada nó pai (nó interno) tem dois, três, ou quatro nós filhos:
- um 2-nó tem um elemento de dados, e seus nós internos tem dois nós filhos;
- um 3-nó tem dois elementos de dados, e seus nós internos tem três nós filhos;
- um 4-nó possui três elementos de dados, e seus nós internos tem quatro nós filhos.

2-nó
3-nó
4-nó

Árvores 2-3-4 são árvores B de ordem 4; assim como árvores B em geral, eles podem pesquisar, inserir e excluir em tempo O(log n). Uma propriedade de uma árvore 2-3-4 é que todos os nós externos estão na mesma profundidade.
Árvores 2-3-4 são uma isometria de árvores rubro-negras, o que significa que eles são estruturas de dados equivalentes. Em outras palavras, para cada árvore 2-3-4, existe pelo menos uma árvore rubro-negra com elementos na mesma ordem. Além disso, as inserções e exclusões em árvores 2-3-4 que causam expansões, splits e merges são equivalentes as rotações baseadas em cores das árvores rubro-negras. Introduções ás árvores rubro-negras geralmente usam árvores 2-3-4 primeiro, porque eles são conceitualmente mais simples. Árvores 2-3-4, no entanto, podem ser difíceis de implementar na maioria das linguagens de programação, devido ao grande número de casos especiais envolvidos nas operações desta árvore. Árvores rubro-negras são mais simples de implementar, por isso tendem a ser usadas em vez disso.

## Propriedades
- Cada nó (folha ou nó interno) é um 2-nó, 3-nó ou um 4-nó, e detém um, dois, ou três elementos de dados, respectivamente.
- Todas as folhas estão na mesma profundidade (nível mais baixo).
- Todos os dados são mantidos de forma ordenada.

## Inserção
Para inserir um valor, começamos da raiz da árvore 2-3-4:
1. Se o nó atual é um 4-nó:
  - Remova e guarde o valor médio para obter um 3-nó.
  - Realize o split nos 3-nó restantes para um par de 2-nós (o valor médio restante é tratado na próxima etapa).
  - Se este é o nó raiz (que, portanto, não tem pai ou mãe):
    - o valor médio torna-se a nova raiz de 2-nó e a altura da árvore aumenta em 1. Suba para raiz.

  - Caso contrário, eleve o valor médio para o nó pai. Suba para o nó pai.
2. Encontre o filho cujo intervalo contém o valor a ser inserido.
3. Se esse filho é uma folha, insira o valor no nó filho e termine.
  - Caso contrário, desça para o filho e repita a partir do passo 1.[3][4]

### Exemplo
Para inserir o valor "25" para esta árvore 2-3-4:
- Comece na raiz (10, 20) e desça para o filho à direita (22, 24, 29). (Seu intervalo (20, ∞) contém 25.)
- O nó (22, 24, 29) é um 4-nó, assim, o seu elemento médio 24 é empurrado para o nó pai.

- O 3-nó restante (22, 29) é dividido em um par de 2 nós (22) e (29). Suba de volta para o novo pai (10, 20, 24).
- Desça para o filho próximo a direita (29). (Seu intervalo (24 – 29) contém 25.)

- O nó (29) não tem filho próximo mais à esquerda. (O filho para o intervalo (24 – 29) está vazio.) Pare por aqui e insira o valor 25 neste nó.

## Remoção
Considere a possibilidade de deixar apenas o elemento lá, marcando-o como "excluído", possivelmente para ser reusado em uma futura inserção.
Para remover um valor a partir da árvore 2-3-4:
1. Encontre o elemento a ser excluído.
  - Se o elemento não está em um nó folha, lembre-se de sua localização e continue a procurar até que uma folha, que conterá o elemento sucessor, for atingida. O sucessor pode ser a maior chave que é menor do que a que será removida, ou a menor chave que é maior do que o a ser removida. É mais simples fazer ajustes na árvore utilizando a abordagem top-down (de cima para baixo), de tal forma que o nó folha encontrado não seja um 2-nó. Dessa forma, após a troca, não haverá nós folha vazios.
  - Se o elemento é uma folha 2-nó, apenas faça os ajustes a seguir.

Faça os seguintes ajustes, quando um 2-nó – exceto o nó raiz – é encontrado no caminho para a folha que desejamos remover:
1. Se um irmão ou irmã em ambos os lados deste nó for um 3-nó ou 4-nó (tendo assim mais de 1 chave), execute uma rotação com esse irmão:
  - A chave de um outro irmão mais próximo a este nó se move acima até a chave pai, que tem os dois nós.
  - A chave pai move-se para baixo para este nó para formar um 3-nó.
  - O filho que estava originalmente com o irmão rotacionado agora é este nó filho adicional.
2. Se o pai é um 2-nó e o irmão também é um 2-nó, combine todos os três elementos para formar um novo 4-nó e encurtar a árvore. (Esta regra só pode ser feita se o 2-nó pai é a raiz, já que todos os outros 2-nós ao longo do caminho foram modificadas para não serem 2-nós. É por isso que "encurtar a árvore" aqui preserva o balanceamento; isto também é um pressuposto importante para a operação de fusão.)
3. Se o pai é um 3-nó ou um 4-nó e todos os irmãos adjacentes são 2-nós, faça uma operação de fusão com o pai e um irmão adjacente:
  - O irmão adjacente e o pai com os dois nós irmãos se juntam para formar um 4-nó.
  - Transfira os filhos irmãos para este nó.

Uma vez que o valor procurado é atingido, ele pode agora ser colocado na entrada do local removido sem nenhum problema, porque garante-se que o nó folha tenha mais que 1 chave.
Remoção em uma árvore 2-3-4 é O(n log n), supondo que a transferência e fusão executam em tempo constante O(1).

## Exemplo de código fonte
```
public
 
class
 
TwoThreeFourTree
 
{

    
private
 
Node
 
root
;

    
private
 
class
 
Node
 
{

        
private
 
int
[]
 
keys
 
=
 
new
 
int
[
3
]
;

        
private
 
Node
[]
 
children
 
=
 
new
 
Node
[
4
]
;

        
private
 
int
 
numKeys
;

        
public
 
int
 
getNumKeys
()
 
{

            
return
 
numKeys
;

        
}

        
public
 
int
 
getKey
(
int
 
index
)
 
{

            
return
 
keys
[
index
]
;

        
}

        
public
 
Node
 
getChild
(
int
 
index
)
 
{

            
return
 
children
[
index
]
;

        
}

        
public
 
void
 
setChild
(
int
 
index
,
 
Node
 
child
)
 
{

            
children
[
index
]
 
=
 
child
;

        
}

        
public
 
boolean
 
isLeaf
()
 
{

            
return
 
children
[
0
]
 
==
 
null
;

        
}

        
public
 
void
 
insertNonFull
(
int
 
key
)
 
{

            
int
 
i
 
=
 
numKeys
 
-
 
1
;

            
if
 
(
isLeaf
())
 
{

                
while
 
(
i
 
>=
 
0
 
&&
 
keys
[
i
]
 
>
 
key
)
 
{

                    
keys
[
i
 
+
 
1
]
 
=
 
keys
[
i
]
;

                    
i
--
;

                
}

                
keys
[
i
 
+
 
1
]
 
=
 
key
;

                
numKeys
++
;

            
}
 
else
 
{

                
while
 
(
i
 
>=
 
0
 
&&
 
keys
[
i
]
 
>
 
key
)
 
{

                    
i
--
;

                
}

                
if
 
(
children
[
i
 
+
 
1
]
.
getNumKeys
()
 
==
 
3
)
 
{

                    
splitChild
(
i
 
+
 
1
,
 
children
[
i
 
+
 
1
]
);

                    
if
 
(
keys
[
i
 
+
 
1
]
 
<
 
key
)
 
{

                        
i
++
;

                    
}

                
}

                
children
[
i
 
+
 
1
]
.
insertNonFull
(
key
);

            
}

        
}

        
public
 
void
 
splitChild
(
int
 
index
,
 
Node
 
node
)
 
{

            
Node
 
newNode
 
=
 
new
 
Node
();

            
newNode
.
numKeys
 
=
 
1
;

            
newNode
.
keys
[
0
]
 
=
 
node
.
keys
[
2
]
;

            
newNode
.
children
[
0
]
 
=
 
node
.
children
[
2
]
;

            
newNode
.
children
[
1
]
 
=
 
node
.
children
[
3
]
;

            
node
.
numKeys
 
=
 
1
;

            
for
 
(
int
 
j
 
=
 
numKeys
;
 
j
 
>=
 
index
 
+
 
1
;
 
j
--
)
 
{

                
children
[
j
 
+
 
1
]
 
=
 
children
[
j
]
;

                
keys
[
j
]
 
=
 
keys
[
j
 
-
 
1
]
;

            
}

            
children
[
index
 
+
 
1
]
 
=
 
newNode
;

            
keys
[
index
]
 
=
 
node
.
keys
[
1
]
;

            
numKeys
++
;

        
}

        
public
 
Node
 
search
(
int
 
key
)
 
{

            
int
 
i
 
=
 
0
;

            
while
 
(
i
 
<
 
numKeys
 
&&
 
key
 
>
 
keys
[
i
]
)
 
{

                
i
++
;

            
}

            
if
 
(
keys
[
i
]
 
==
 
key
)
 
{

                
return
 
this
;

            
}

            
if
 
(
isLeaf
())
 
{

                
return
 
null
;

            
}

            
return
 
children
[
i
]
.
search
(
key
);

        
}

        
public
 
void
 
traverse
()
 
{

            
for
 
(
int
 
i
 
=
 
0
;
 
i
 
<
 
numKeys
;
 
i
++
)
 
{

                
if
 
(
!
isLeaf
())
 
{

                    
children
[
i
]
.
traverse
();

                
}

                
System
.
out
.
print
(
keys
[
i
]
 
+
 
" "
);

            
}

            
if
 
(
!
isLeaf
())
 
{

                
children
[
numKeys
]
.
traverse
();

            
}

        
}

    
}

    
public
 
TwoThreeFourTree
()
 
{

        
root
 
=
 
new
 
Node
();

    
}

    
public
 
Node
 
search
(
int
 
key
)
 
{

        
return
 
root
.
search
(
key
);

    
}

    
public
 
void
 
insert
(
int
 
key
)
 
{

        
if
 
(
root
.
getNumKeys
()
 
==
 
3
)
 
{

            
Node
 
newRoot
 
=
 
new
 
Node
();

            
newRoot
.
children
[
0
]
 
=
 
root
;

            
root
 
=
 
newRoot
;

            
newRoot
.
splitChild
(
0
,
 
root
);

            
newRoot
.
insertNonFull
(
key
);

        
}
 
else
 
{

            
root
.
insertNonFull
(
key
);

        
}

    
}

    
public
 
void
 
traverse
()
 
{

        
root
.
traverse
();

    
}

    
public
 
static
 
void
 
main
(
String
[]
 
args
)
 
{

    
Tree234
<
Integer
>
 
tree
 
=
 
new
 
Tree234
<
Integer
>
();

    
// Inserção de valores na árvore

    
tree
.
insert
(
50
);

    
tree
.
insert
(
25
);

    
tree
.
insert
(
75
);

    
tree
.
insert
(
12
);

    
tree
.
insert
(
37
);

    
tree
.
insert
(
62
);

    
tree
.
insert
(
87
);

    
tree
.
insert
(
6
);

    
tree
.
insert
(
18
);

    
tree
.
insert
(
31
);

    
tree
.
insert
(
43
);

    
tree
.
insert
(
56
);

    
tree
.
insert
(
68
);

    
tree
.
insert
(
81
);

    
tree
.
insert
(
93
);

    
// Impressão dos valores na ordem da árvore

    
System
.
out
.
println
(
"Valores na ordem da árvore: "
);

    
tree
.
displayTree
();

    
// Busca de valores na árvore

    
int
 
key
 
=
 
43
;

    
Node
<
Integer
>
 
found
 
=
 
tree
.
find
(
key
);

    
if
 
(
found
 
!=
 
null
)
 
{

        
System
.
out
.
println
(
"Valor "
 
+
 
key
 
+
 
" encontrado na árvore."
);

    
}
 
else
 
{

        
System
.
out
.
println
(
"Valor "
 
+
 
key
 
+
 
" não encontrado na árvore."
);

    
}

    
key
 
=
 
100
;

    
found
 
=
 
tree
.
find
(
key
);

    
if
 
(
found
 
!=
 
null
)
 
{

        
System
.
out
.
println
(
"Valor "
 
+
 
key
 
+
 
" encontrado na árvore."
);

    
}
 
else
 
{

        
System
.
out
.
println
(
"Valor "
 
+
 
key
 
+
 
" não encontrado na árvore."
);

    
}

    
// Remoção de valores da árvore

    
key
 
=
 
75
;

    
boolean
 
removed
 
=
 
tree
.
remove
(
key
);

    
if
 
(
removed
)
 
{

        
System
.
out
.
println
(
"Valor "
 
+
 
key
 
+
 
" removido da árvore."
);

        
System
.
out
.
println
(
"Valores na ordem da árvore após remoção: "
);

        
tree
.
displayTree
();

    
}
 
else
 
{

        
System
.
out
.
println
(
"Valor "
 
+
 
key
 
+
 
" não encontrado na árvore."
);

    
}

    
key
 
=
 
100
;

    
removed
 
=
 
tree
.
remove
(
key
);

    
if
 
(
removed
)
 
{

        
System
.
out
.
println
(
"Valor "
 
+
 
key
 
+
 
" removido da árvore."
);

        
System
.
out
.
println
(
"Valores na ordem da árvore após remoção: "
);

        
tree
.
displayTree
();

    
}
 
else
 
{

        
System
.
out
.
println
(
"Valor "
 
+
 
key
 
+
 
" não encontrado na árvore."
);

    
}

}

```